# علی‌اکبر سالار بهزادی
علی‌اکبر خان سالار اسعد بهزادی نظامی دوره قاجار و نماینده بم) در دوره شانزدهم مجلس شورای ملی بود.
پدرش زین العابدین خان اسعدالدوله بود که در پنج مقطع در دوره قاجار به حکومت بم و بلوچستان رسید. خودش نیز در آغاز اسعدالنظام لقب داشت و سپس لقب سالار اسعد گرفت. او نصرت خانم دختر سالار نصرت ازدواج کرد.
سالار اسعد نیای خاندان سالار بهزادی بم است. او در سال ۱۳۲۶ خورشیدی به نمایندگی از بم به مجلس شورای ملی رفت (دوره پانزدهم). پس از او پسرش زین‌العابدین بر این کرسی نشست.